# Obligation morale
En droit positif, les obligations morales sont celles qui relèvent de la conscience individuelle, et dont l'exécution forcée ne peut être obtenue devant les tribunaux. On emploie alors parfois le terme de « devoir » plutôt que celui de « obligation » pour marquer l'absence de sanction juridique.